# Attackers FC
Attackers FC ist ein Fußballverein aus Anguilla. Der viermalige Landesmeister spielt in der Saison 2018 nach dem Abstieg aus der AFA League, der höchsten Spielklasse des Fußballverbands von Anguilla, nur noch zweitklassig.

## Erfolge
- AFA League[1]

Meister: 1998/99, 2007/08, 2008/09, 2012/13